# Валадареш (Вила-Нова-де-Гайа)
Валадареш (порт. Valadares) — населённый пункт и район в Португалии, входит в округ Порту. Является составной частью муниципалитета Вила-Нова-де-Гайа. Находится в составе крупной городской агломерации Большой Порту. По старому административному делению входил в провинцию Дору-Литорал. Входит в экономико-статистический субрегион Большой Порту, который входит в Северный регион.
Население составляет 9095 человек на 2001 год. Занимает площадь 4,94 км².
Покровителем района считается Иисус Христос (порт. São Salvador).